# Tweede Kamerverkiezingen 1998/Kandidatenlijst/Nederland Mobiel
Dit is de kandidatenlijst voor de Tweede Kamerverkiezingen 1998 van Nederland Mobiel. De partij deed mee in alle kieskringen, behalve kieskring 2 (Leeuwarden) en deed mee met twee stellen lijsten, één met en één zonder Hoppenbrouwers en Teunissen.

## De lijst
- schuin: voorkeurdrempel overschreden

1. Ton Linssen - 35.830 stemmen
2. Johan van Laar - 1.465
3. Herman Souer - 495
4. Chris Faddegon - 258
5. Wim Smid - 452
6. Michiel Postema - 702
7. Sonja van Steenoven - 912
8. Lex de Coninck - 159
9. Hans de Beer - 544
10. Jan Holsteijn - 301
11. Harry Sloot - 166
12. Jerry van Rijthoven - 166
13. Frans Joseph Hoppenbrouwers (alleen in kieskring 3 t/m 5 en 9 t/m 15) - 55

13/14. Rudi Hermans - 419

14/15. Karel Mucek - 53

15/16. Ton van 't Hof - 218

16/17. René Barel - 81

17/18. Harry van Dusseldorp - 90

18/19. Jan Endtz - 52

19/20. Ellen Lathouwers - 154

20/21. Claudia van 't Hof - 250

21/22. Arnold Kortekaas - 470

22/23. Wim van de Krol - 59

23/24. Hans van Beek - 104

24/25. Vincent van Ardenne - 89

25/26. Ary Bleijie - 58

26/27. Simon Peter Bollen - 389

27/28. Jac Marsman - 138
1. Henk Teunissen (alleen in kieskring 3 t/m 5 en 9 t/m 15) - 82

28/30. Anja van der Hoff - 1.008
PvdA · CDA · VVD · D66 · AOV/U55+ · GroenLinks · Centrumdemocraten · RPF · SGP · GPV · SP · Senioren 2000 · Natuurwetpartij · NCPN · De Groenen · Vrije Indische Partij · Idealisten/Jij · NMP · Nederland Mobiel · Katholiek Politieke Partij · Het Kiezers Collectief · NSOV